# Digama abietis
Digama abietis är en fjärilsart som beskrevs av John Henry Leech 1889. Digama abietis ingår i släktet Digama och familjen björnspinnare. Inga underarter finns listade i Catalogue of Life.